# Équipe du Victoria de cricket

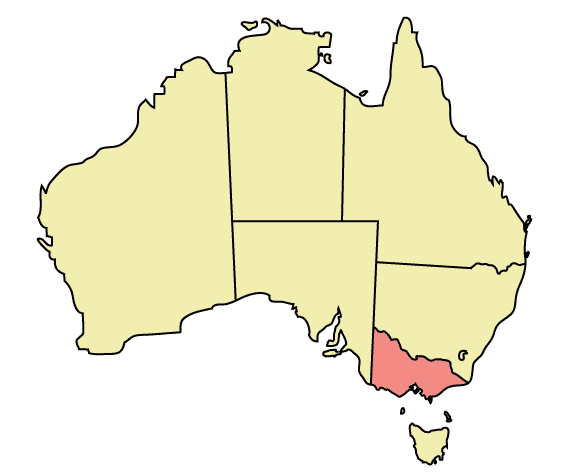
L'État de Victoria

Les Victorian Bushrangers sont l'équipe de cricket de l'état australien de Victoria.

## Palmarès
- Pura Cup (26) : 1892-93, 1894-95, 1897-98, 1898-99, 1900-01, 1907-08, 1914-15, 1921-23, 1923-24, 1924-25, 1927-28, 1929-30, 1930-31, 1933-34, 1934-35, 1936-37, 1946-47, 1950-51, 1962-63, 1966-67, 1969-70, 1973-74, 1978-79, 1979-80, 1990-91, 2003-04.

## Joueurs célèbres
- Warwick Armstrong
- Neil Harvey
- Bill Ponsford
- Shane Warne
- Bill Woodfull